# Der Admiral – Kampf um Europa
Der Admiral – Kampf um Europa ist ein 2015 veröffentlichter historischer niederländischer Film über den im 17. Jahrhundert lebenden Admiral Michiel de Ruyter. Regie führte Roel Reiné, die Hauptrolle spielte Frank Lammers.

## Handlung
Im Goldenen Zeitalter sind die Niederlande sehr wohlhabend und eine Großmacht zur See. Nach dem Tod von Admiral Maarten Tromp wird Michiel de Ruyter als sein Nachfolger bestellt. De Ruyter erzielt große Erfolge als Admiral der Kriegsflotte der Republik der Sieben Vereinigten Provinzen und schafft es, mit seinem Flaggschiff De Zeven Provinciën die Engländer zu schlagen. In der Republik ist jedoch ein interner Machtkampf ausgebrochen zwischen Republikanern, mit Ratspensionär Johan de Witt als Anführer und den Orangisten, welche die Statthalterschaft wieder einführen und Prinz Wilhelm III. auf den Thron setzen wollen. Als De Witt 1672 ermordet und Wilhelm III. als Statthalter der Niederlande eingesetzt wird, schickt man De Ruyter auf eine unmögliche Mission. Er stirbt 1676 während der Seeschlacht bei Augusta.

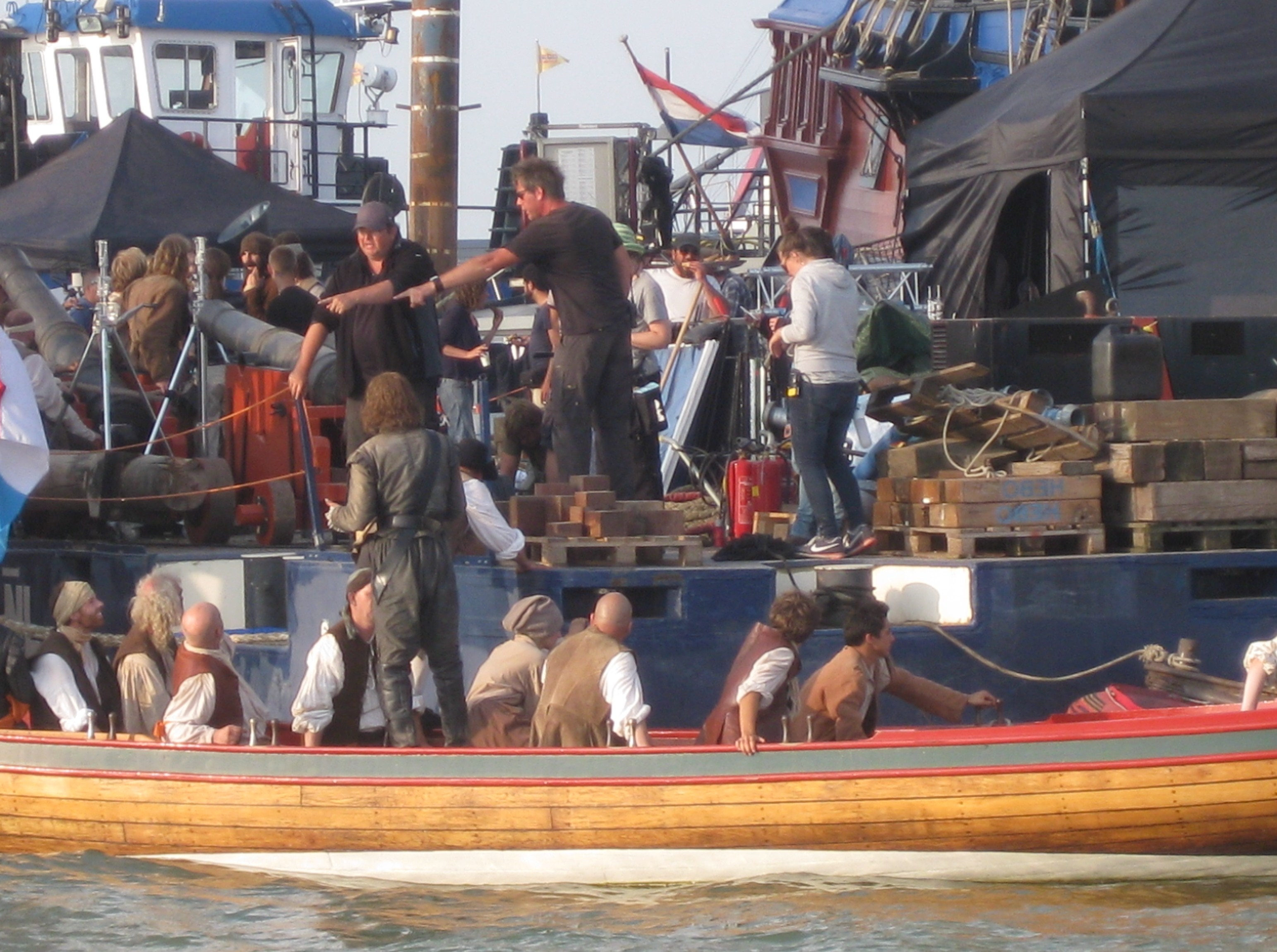
Aufnahmen auf dem Markermeer im Juli 2014

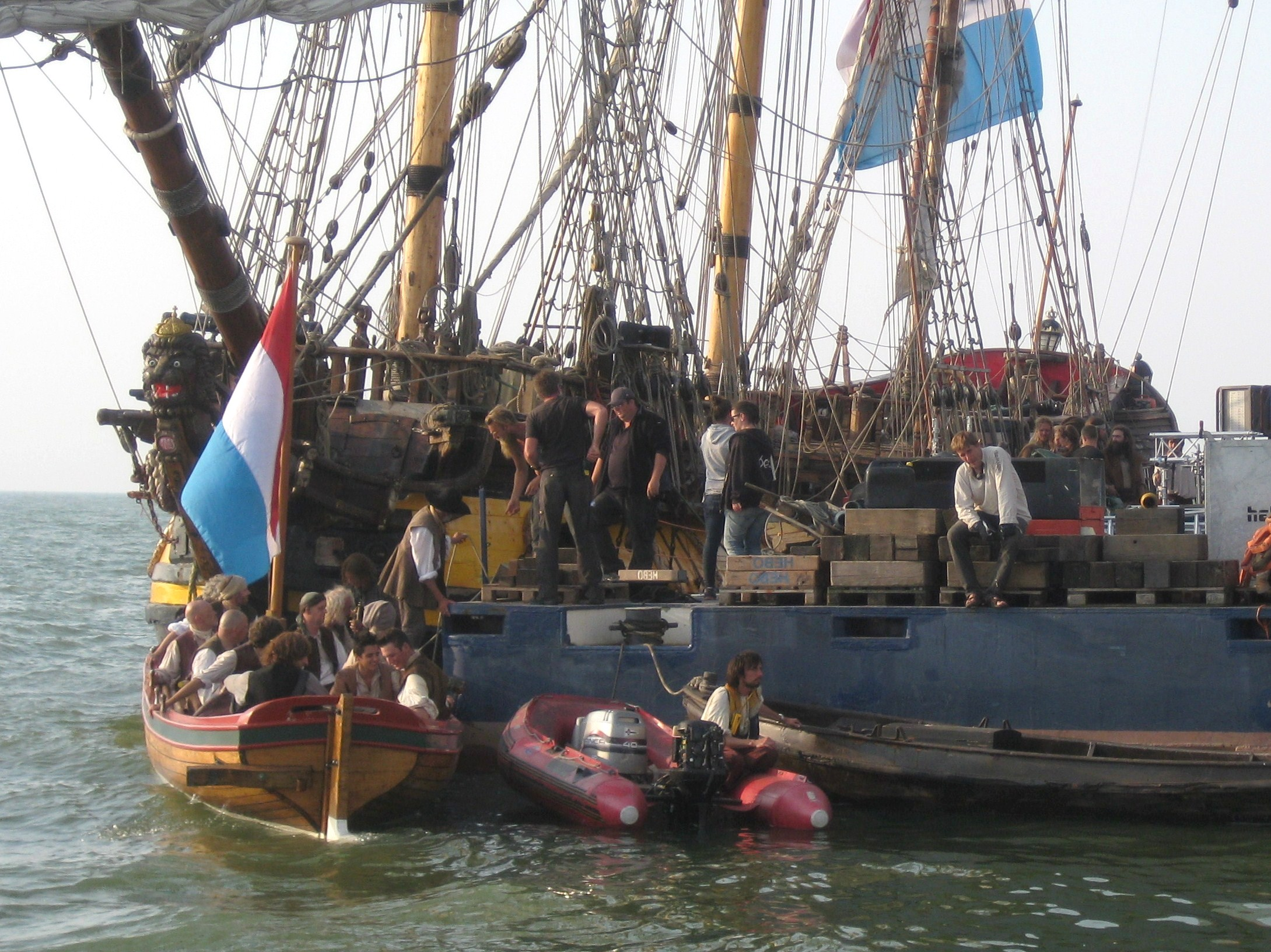
In der Mitte mit Mütze Regisseur Roel Reiné

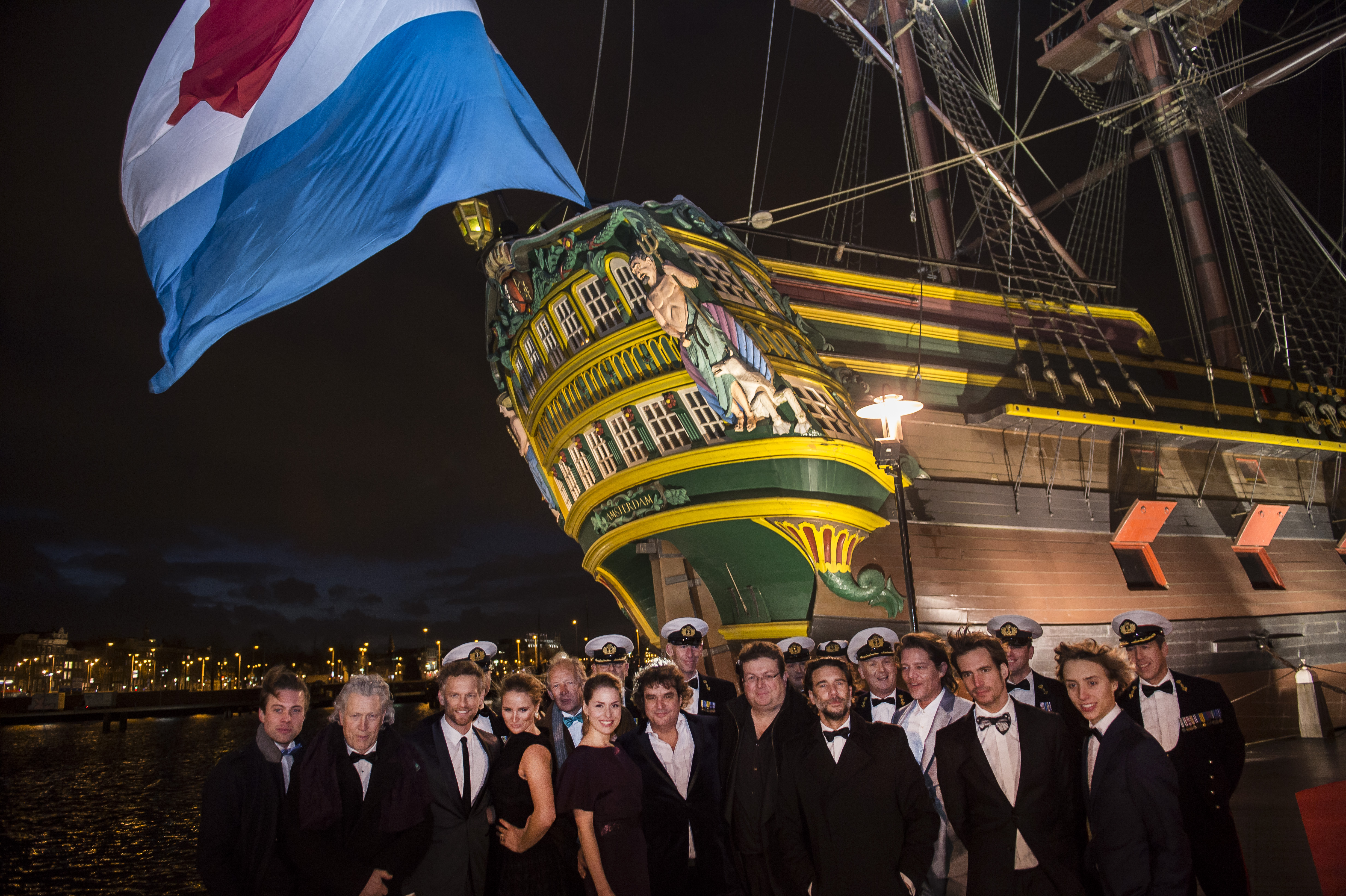
Der Cast bei der Premiere am Scheepvaartmuseum in Amsterdam vor dem Nachbau des Spiegelretourschiffs Amsterdam

## Hintergrund
Der Film wurde unter anderem von der Provinz Zeeland, der Koninklijke Marine und der Rundfunkgesellschaft AVROTROS finanziert. Zudem erhielt er ca. 900,000 Euro Subventionen. Mit einem Budget von ca. 8 Millionen Euro war Der Admiral – Kampf um Europa bei seiner Premiere (s. u.) der viertteuerste niederländische Film.
Ursprünglich sollte Yorick van Wageningen die Hauptrolle spielen, es kam aber nicht zu einer Einigung mit den Produzenten.
Obwohl De Ruyter nie darauf fuhr, verwendete man für die Filmaufnahmen den Nachbau des VOC-Schiffs Batavia. Weitere Drehorte wurden in der Provinz Zeeland gefunden, u. a. Oude Haven in Zierikzee, Het Markiezenhof in Bergen op Zoom, Den Haag, Amsterdam und auf der Bataviawerft in Lelystad, dem Liegeplatz der Batavia. Außenaufnahmen wurden, mit Ausnahme der Batavia, mit Rekonstruktionen der Etoile du Roy, der Shtandart und der Statenjacht Utrecht auf dem Markermeer gemacht.

## Kritik
Am 25. Januar 2015 fand die Uraufführung im Innenhof des Amsterdamer Schifffahrtsmuseums statt, zu der die wichtigsten Schauspieler angereist waren. Während dieser Filmpremiere gab es verschiedene Demonstrationen: Während Filmgegner die Verherrlichung der Kolonialmacht Niederlande und die Darstellung de Ruyters als Held kritisierten, obwohl dieser nach deren Auffassung eine Ikone des Sklavenhandels gewesen sei, gab es auch eine Gegendemonstration in Gestalt von ehemaligen niederländischen Marinesoldaten (Mariniers), für die de Ruyter eine heldenhafte Figur in der niederländischen Geschichte darstellt.
Im Magazin der Rotterdamer Universität äußerte sich Alex van Stipriaan, Professor für die Geschichte der Karibik. Seiner Meinung nach habe Pirates of the Caribbean mehr Tiefgang als der Ruyter-Film. Weil der Film sich nur auf die positiven Seiten de Ruyters konzentriere, erhalte man eine „unglaublich eindimensionale Heldenfigur“. Der Admiral sei auch weniger mit der VOC verbunden gewesen als mit der transatlantischen WIC, wo er habe sehen können, wie man mit Sklaven umging.
Wohingegen der Geschichtsprofessor an der Vrije Universiteit Amsterdam Jona Lendering anführt, dass De Ruyter mit dem Sklavenhandel wenig und lediglich indirekt zu tun hatte, wie jeder im Holland des 17. Jahrhunderts und dass man nicht mit der heutigen Sicht Zustände der Vergangenheit beurteilen kann und die Frage die eigentlich zu diskutieren sei, die ist, ob es in der Gegenwart Rassismus in den Niederlanden gebe.

## Synchronisation
Die deutsche Synchronbearbeitung fertigte die Firma Stutt i/O Synchron in Stuttgart an. Das Dialogbuch schrieb Simon Mora, der auch Synchronregie führte und als Sprecher zu hören ist. Die deutsche Fassung dauert 129 Minuten und ist damit um 22 Minuten gekürzt. 
| Rolle                         | Darsteller        | Synchronsprecher    |
| ----------------------------- | ----------------- | ------------------- |
| Michiel de Ruyter             | Frank Lammers     | Andreas Borcherding |
| Johan de Witt                 | Barry Atsma       | Gabriel Kemmether   |
| Anna de Ruyter                | Sanne Langelaar   | Claudia Jacobacci   |
| König Charles von England II. | Charles Dance     | Leon Rainer         |
| Prinz Wilhelm                 | Egbert Jan Weeber | Martin Bonvicini    |
| Maarten Tromp                 | Rutger Hauer      | Ekkehardt Belle     |